# Šlyna
Šlyna je řeka v Litvě, v Žemaitsku, pravý přítok řeky Šaltuona. Pramení 7 km na sever od okresního města Raseiniai. Klikatí se převážně směrem jihozápadním, protéká okresy Raseiniai a z malé části Jurbarkas. Šířka koryta 0,5 - 1 m, průměrný spád je 17 cm/km. Do řeky Šaltuona se vlévá ve vsi Paišlynys, 41,4 km od jejího ústí do Šešuvisu jako její pravý přítok.

## Přítoky
- Levé:

| Hydrologické pořadí | Řeka      | Délka (km) | Povodí (km²) | Vzdálenost od ústí (km) | Ústí kde | Koordináty ústí |
| ------------------- | --------- | ---------- | ------------ | ----------------------- | -------- | --------------- |
| 16010849            | Šaka      | 5,8        | 10,8         | 19,2                    |          |                 |
| 16010854            | Reizgupis | 12,3       | 20,6         | 9,1                     |          |                 |
| 16010857            | Toleišė   | 5,8        | 5,3          | 2,4                     |          |                 |
| 16010851            | Vilkupis* | 5,2        | 4,4          | 0,3                     |          |                 |

- Pravé:

| Hydrologické pořadí | Řeka      | Délka (km) | Povodí (km²) | Vzdálenost od ústí (km) | Ústí kde | Koordináty ústí |
| ------------------- | --------- | ---------- | ------------ | ----------------------- | -------- | --------------- |
| 16010847            | Šlynaitė  | 3,2        | 3,2          | 25,0                    |          |                 |
| 16010848            | Gėrupis   | 2,7        | 1,7          | 21,3                    |          |                 |
| 16010852            | Kiaunupis | 8,6        | 11,8         | 12,8                    |          |                 |
| 16010856            | Ūsupis    | 11,6       | 10,9         | 4,8                     |          |                 |

## Přilehlé obce
Bedančiai, Dainiai, Bakučiai, Ramonai, Dumšiškiai, Ančakiai, Geišiai, Raseiniai, Paraseinys, Stonai, Pareizgupis, Beržtai, Gervinė, Aukštašlynis, Palovaitis, Paišlynys.

## Komunikace, vedoucí přes řeku
Cesta Dainiai - Rakava, silnice č. 148 Raseiniai - Tytuvėnai, místní silnice Bakučiai - Ramanava, stará "Žemaitská magistrála" č. 196 Kryžkalnis - Kaunas, cesta Stonai - Slabada, dálnice A1 Klaipėda - Vilnius, místní silnice Raseiniai - Eržvilkas, cesta Aukštašlynis - Palovaitis, a cesta Paišlynys - Aukštašlynis.